# Pavetta lampongensis
Pavetta lampongensis är en måreväxtart som beskrevs av Cornelis Eliza Bertus Bremekamp. Pavetta lampongensis ingår i släktet Pavetta och familjen måreväxter. Inga underarter finns listade i Catalogue of Life.